# Mérida Open
Il Mérida Open, nome ufficiale Mérida Open Akron per motivi di sponsorizzazione, è un torneo professionistico di tennis giocato sul cemento del Yucatán Country Club di Mérida in Messico dal 2023. La prima edizione si è tenuta nel febbraio 2023, dentro la categoria WTA 250. Il torneo è stato introdotto per sostituire l'Abierto Zapopan. Nel 2024, il torneo viene collocato nel mese di ottobre, una settimana prima delle WTA Finals. Nel 2025, il torneo viene aumentato di categoria WTA 500 e viene anticipato al mese di febbraio, in sostituzione del San Diego Open.

## Albo d'oro

### Singolare
| Anno | Categoria | Campionessa   | Finalista        | Punteggio        |
| ---- | --------- | ------------- | ---------------- | ---------------- |
| 2023 | WTA 250   | Camila Giorgi | Rebecca Peterson | 7–6(3), 1–6, 6–2 |
| 2024 | WTA 250   | Zeynep Sönmez | Ann Li           | 6-2, 6-1         |
| 2025 | WTA 500   | Emma Navarro  | Emiliana Arango  | 6-0, 6-0         |

### Doppio femminile
| Anno | Categoria | Campionesse                  | Finaliste                      | Punteggio   |
| ---- | --------- | ---------------------------- | ------------------------------ | ----------- |
| 2023 | WTA 250   | Caty McNally Diane Parry     | Wang Xinyu Wu Fang-hsien       | 6–0, 7–5    |
| 2024 | WTA 250   | Quinn Gleason Ingrid Martins | Magali Kempen Lara Salden      | 6-4, 6-4    |
| 2025 | WTA 500   | Katarzyna Piter Mayar Sherif | Anna Danilina Irina Chromačëva | 7-6(2), 7-5 |